# Casapinta
Casapinta (Casapinta in piemontese) è un comune italiano di 375 abitanti della provincia di Biella in Piemonte. È sede della Comunità montana Val Sessera, Valle di Mosso e Prealpi Biellesi.

## Geografia fisica
Il piccolo territorio del comune (meno di 3 km²) ricade interamente nel bacino dell'Ostola  ed è compreso tra i 461 metri che si toccano sulla collina a nord del capoluogo ed i 325 metri del Lago delle Piane.
Questo invaso è originato da una diga che sbarra il corso dell'Ostola in comune di Masserano ed interessa anche i comuni di Curino e Mezzana.

Oltre che nel capoluogo gli abitanti si distribuiscono in varie frazioni: Benzio, Bosco, Scalabrino, Rondo e Fantone, a brevissima distanza dal centro comunale, e Campalvero, situata invece più a sud. Attorno a questi piccoli centri abitati sono presenti estesi boschi di latifoglie.

## Origini del nome
Il toponimo deriva dal latino domo picta, ovvero "casa dipinta".

## Storia

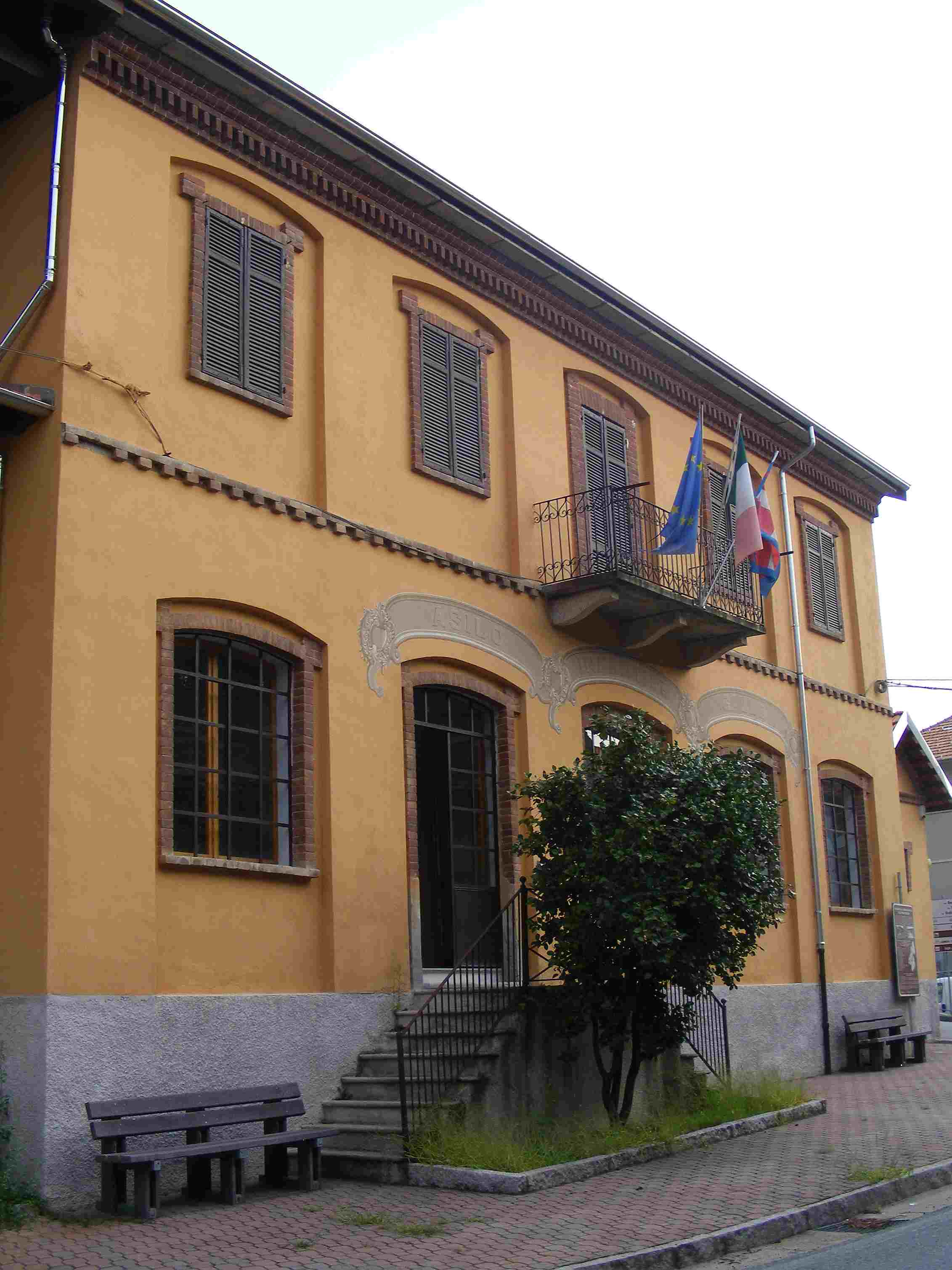
L'ex-asilo, ora sede della Comunità Montana

Il paese di Casapinta era in origine, con Mezzana, Soprana, Crosa e Strona, uno dei cinque cantoni che componevano la comunità del Mortigliengo.
Fino al XIII secolo questo territorio rimase quasi deserto e fu sede di una estesa foresta, che attorno all'anno Mille l'imperatore Ottone III donò al vescovo di Vercelli.
L'insediamento umano nella zona divenne quindi più denso e si stabilizzò; la sede parrocchiale era a Mezzana e nel 1243 il territorio passò sotto il controllo del Comune di Vercelli.
Nel 1351 il Mortigliengo fu ceduto alla famiglia Visconti e da questa, nel 1373, tornò nuovamente alla curia vercellese.
Gli abitanti della zona, analogamente a quelli di Biella, fecero atto di dedizione a Casa Savoia per evitare di ricadere sotto la signoria del vescovo Giovanni Fieschi, inviso alla popolazione.
Nel 1627 i centri abitati del Mortigliengo, che nel frattempo era stato elevato al rango di marchesato, si separarono tra di loro erigendosi in comuni autonomi; Casapinta rappresenta la parte sud-orientale dell'antica comunità.

Pur se costituita in comune autonomo per circa due secoli Casapinta non ebbe un municipio: le riunioni del consiglio comunale si svolgevano infatti in locali annessi alla parrocchia e gli archivi anagrafici venivano conservati in sacrestia.
Nel 1820 furono realizzati due vani ricavati da un porticato in Cantone Nicola, ma data la limitatezza dello spazio disponibile tale soluzione si rivelò presto insoddisfacente.
Un vero e proprio palazzo comunale fu costruito, dopo una lunga fase progettuale, solo tra il 1874 e il 1875. Nel 1960 la sede comunale venne infine spostata in un edificio più recente il quale in precedenza destinato a Casa del Fascio.

Anche il vecchio asilo di Casapinta ha negli anni cambiato destinazione d'uso ed a partire dal 2005 ospita la sede della Comunità Montana Prealpi Biellesi. I bambini del paese frequentano ora la scuola materna di Mezzana Mortigliengo, che serve anche il comune di Crosa.

### Simboli
Lo stemma e il gonfalone del comune di Casapinta sono stati concessi con il decreto del presidente della Repubblica del 3 maggio 2010.
Il gonfalone è un drappo di bianco con la bordatura di azzurro.

## Monumenti e luoghi d'interesse

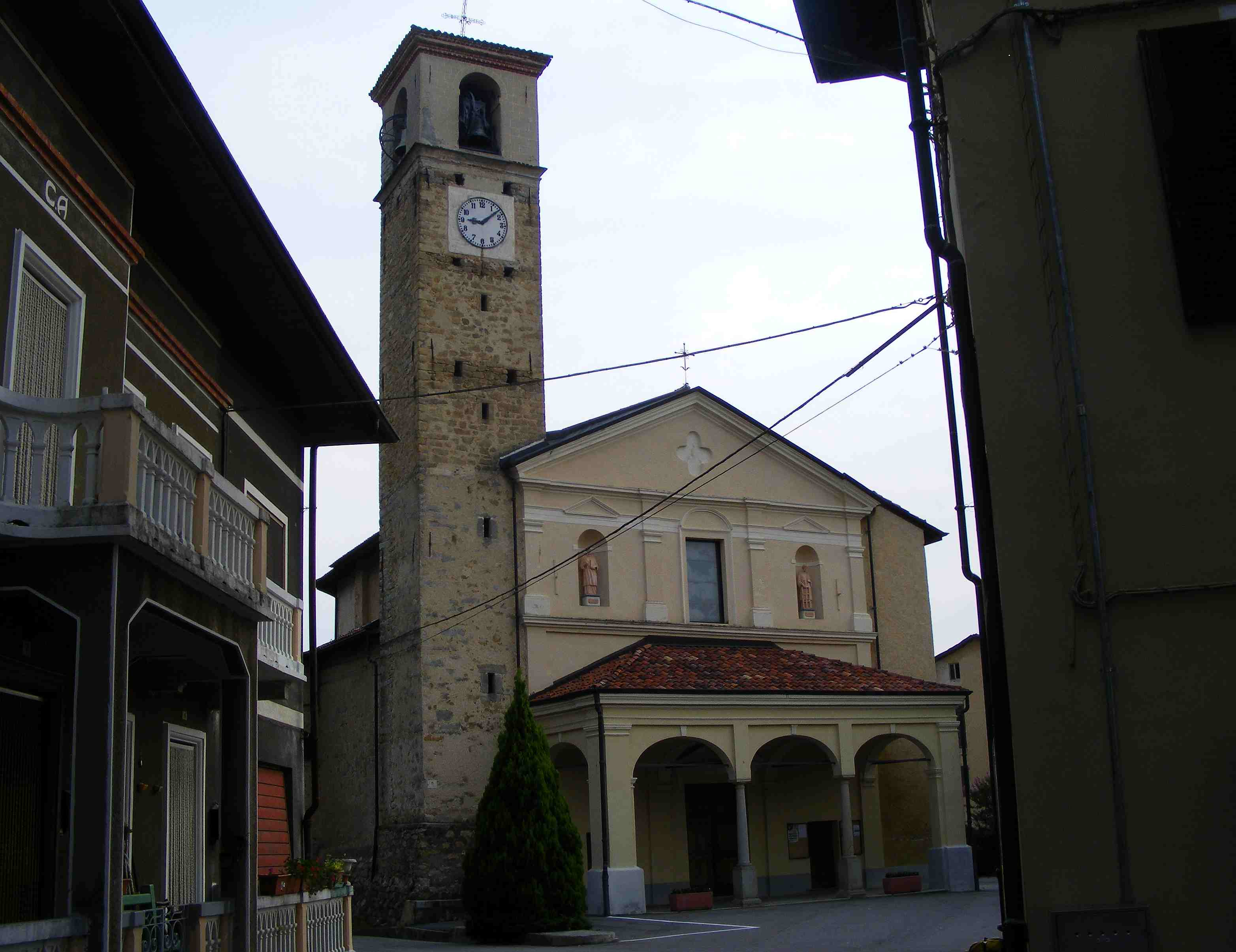
La chiesa parrocchiale

- Chiesa parrocchiale: dedicata a san Lorenzo fu costruita, su un edificio preesistente, nel XVII secolo.

All'interno l'altare di marmi policromi è sovrastato da una bella icona dipinta nell'Ottocento dal pittore Ciardi.

## Società

### Evoluzione demografica
Abitanti censiti

## Amministrazione

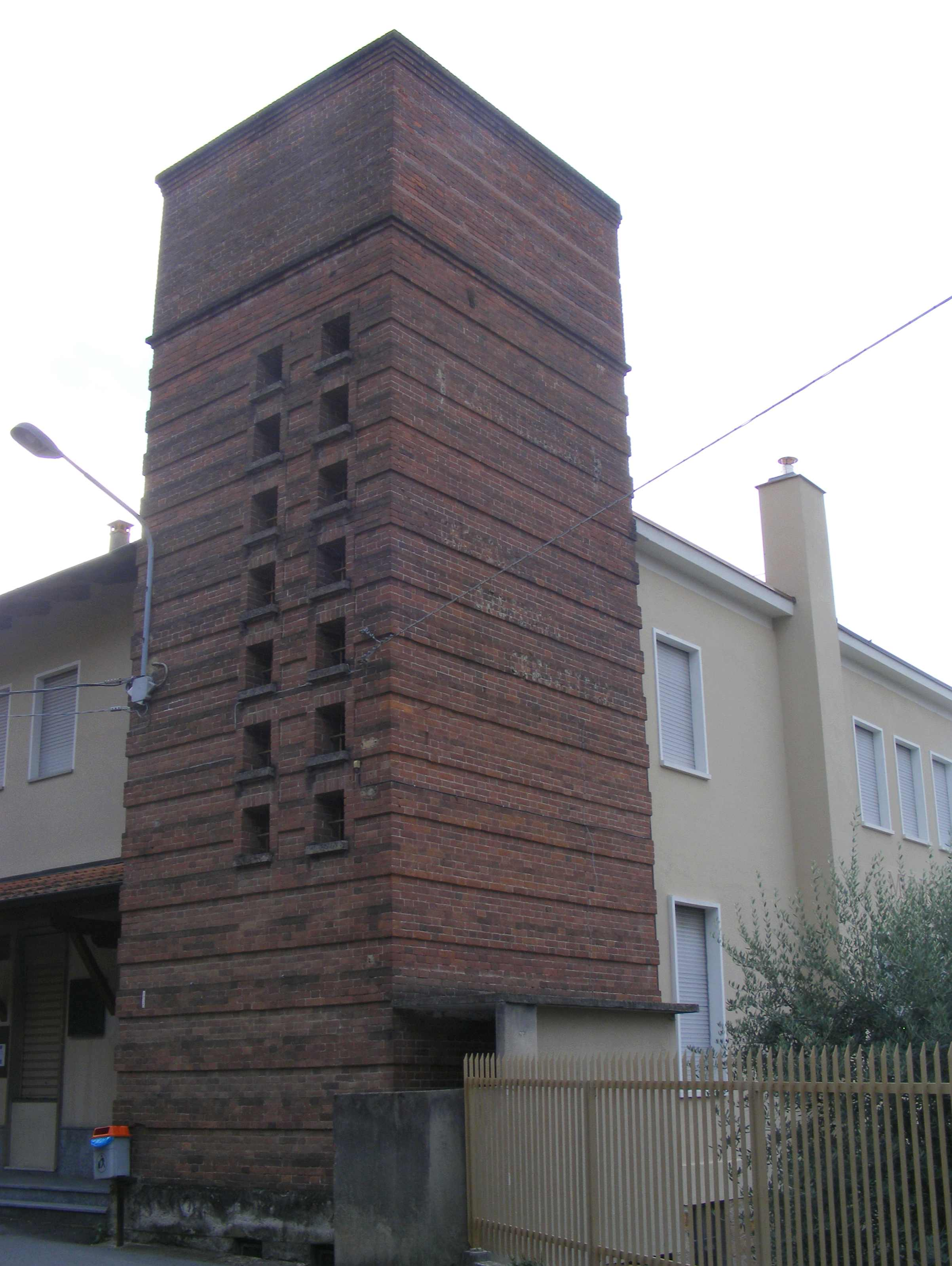
Il municipio

| Periodo | Periodo   | Primo cittadino    | Partito                             | Carica  | Note        |
| ------- | --------- | ------------------ | ----------------------------------- | ------- | ----------- |
| 2004    | 2009      | Roberto Scalabrino | lista civica                        | Sindaco |             |
| 2009    | 2014      | Mauro Fangazio     | [Lista civica]] Uniti per Casapinta | Sindaco |             |
| 2014    | 2019      | Mauro Fangazio     | lista civica Uniti per Casapinta    | Sindaco | II Mandato  |
| 2019    | In Carica | Mauro Fangazio     | Lista civica Uniti per Casapinta    | Sindaco | III Mandato |

### Altre informazioni amministrative
Il comune ha fatto parte della Comunità montana Val Sessera, Valle di Mosso e Prealpi Biellesi (che ha sede proprio a Casapinta), mentre fino al 2010 apparteneva alla Comunità montana Prealpi Biellesi, abolita in seguito all'accorpamento disposto dalla Regione Piemonte nel 2009.